# Saison 5 de NCIS : Nouvelle-Orléans
 (mai 2019).
Si vous disposez d'ouvrages ou d'articles de référence ou si vous connaissez des sites web de qualité traitant du thème abordé ici, merci de compléter l'article en donnant les références utiles à sa vérifiabilité et en les liant à la section « Notes et références ».
Chronologie
Saison 4 Saison 6
Cet article présente le guide des épisodes de la cinquième saison de la série télévisée américaine NCIS : Nouvelle-Orléans (NCIS: New Orleans).

## Distribution

### Acteurs principaux
- Scott Bakula (VF : Guy Chapellier) : Dwayne Cassius Pride alias « King »
- Lucas Black (VF : Ludovic Baugin) : Christopher LaSalle
- Vanessa Ferlito (VF : Géraldine Asselin) : Tammy Gregorio
- Rob Kerkovich (VF : Adrien Larmande) : Sebastian Lund
- Daryl Mitchell (VF : Laurent Morteau) : Patton Plame
- CCH Pounder (VF : Michèle Bardollet) : Loretta Wade
- Necar Zadegan : Hannah Khoury (à partir de l'épisode 2)

### Acteurs récurrents et invités
- Mark Harmon (VF : Hervé Jolly) : Leroy Jethro Gibbs (épisode 1)
- Shanley Caswell : Laurel Pride (épisodes 1, 2 et 11)
- Chelsea Field : Rita Devereaux (épisodes 1 et 11)
- Carlos Gómez : Directeur adjoint du NCIS Dan Sanchez (épisode 2)
- Amy Rutberg (en) : Megan Sutter, l'Ange (épisodes 1, 5, 10 et 11)
- Stacy Keach : Cassius Pride (épisodes 5 et 10)
- Christina Elizabeth Smith : Ginny Young, l'assistante de Pride (épisodes 3, 4 et 6)
- Jason Alan Carvell : Jimmy Boyd, le demi-frère de Pride

## Épisodes

### Épisode 1:Ce n'est qu'un au revoir
- États-Unis /  Canada : 25 septembre 2018 sur CBS / Global
- Québec : 26 août 2019 sur Séries Plus
- Belgique : 20 mai 2020 sur RTL TVI
- France : 24 octobre 2022 sur Paris Première

- États-Unis : 8,968 millions de téléspectateurs[1] (première diffusion)

- Ellen Hollman (Amelia Parsons)
- Amy Rutberg (Megan Sutter, l'Ange)
- Chelsea Field (Rita Devereaux)
- Shanley Caswell (Laurel Pride)
- Mark Harmon (Leroy Jethro Gibbs)
- Jhemma Ziegler (Diane)

### Épisode 2:Nouvelle recrue
- États-Unis /  Canada : 2 octobre 2018 sur CBS / Global
- Québec : 2 septembre 2019 sur Séries+
- Belgique : 20 mai 2020 sur RTL TVI
- France : 25 octobre 2022 sur Paris Première

- États-Unis : 7,839 millions de téléspectateurs[1] (première diffusion)

- Necar Zadegan (Agent spécial Hannah Khoury)
- Shanley Caswell (Laurel Pride)
- Carlos Gómez (Dan Sanchez)
- Tim Griffin Smith / Avery Walker

### Épisode 3:Immunité diplomatique
- États-Unis /  Canada : 9 octobre 2018 sur CBS / Global
- Québec : 9 septembre 2019 sur Séries+
- Belgique : 27 mai 2020 sur RTL TVI
- France : 26 octobre 2022 sur Paris Première

- États-Unis : 7,907 millions de téléspectateurs[1] (première diffusion)

- Necar Zadegan (Agent spécial Hannah Khoury)
- Izzie Steele (Carmen)
- Reggie Lee (Steven Thompson)
- Sammy Sheik (Aram Nader)
- Ayman Samman (Ambassadeur Hariri)
- Maya Butler (Anna Pence)
- Nik Kash (Mikael Basara)
- Phillip Mullings Jr. (Will Tomberlin)
- Zach Rogers (Spencer Morrison)
- Christina Elizabeth Smith (Ginny Young)

### Épisode 4:Héritage
- États-Unis /  Canada : 16 octobre 2018 sur CBS / Global
- Québec : 16 septembre 2019 sur Séries+
- Belgique : 27 mai 2020 sur RTL TVI
- France : 27 octobre 2022 sur Paris Première

- États-Unis : 7,199 millions de téléspectateurs[1] (première diffusion)

- Necar Zadegan (Agent spécial Hannah Khoury)
- Victoria Gabrielle Platt (Agent du FBI Michelle Silvera)
- Emily Shaffer (Leila Addison)
- Anthony Nguyen (Eddie Dao)
- Vivien Ngo (Amy Trang)
- Johnny Tran (Dith Trang)
- Tom Proctor (Brett Wilkins)
- Trey Nolde (Connor Addison)
- Christina Elizabeth Smith (Ginny Young)

### Épisode 5:Les liens du sang
- États-Unis /  Canada : 23 octobre 2018 sur CBS / Global
- Québec : 23 septembre 2019 sur Séries+
- Belgique : 3 juin 2020 sur RTL TVI
- France : 28 octobre 2022 sur Paris Première

- États-Unis : 7,121 millions de téléspectateurs[1] (première diffusion)

- Stacy Keach (Cassius Pride)
- Melinda McGraw (Gina Powell)
- Amy Rutberg (Angel)
- Bryan Terrell Clark (Todd Jamieson)
- Alice Kremelberg (Arlene)
- Jason Alan Carvell (Jimmy Boyd)
- Justin Miles (Cassius Pride jeune)
- Annika Pampel (La mère de Pride)
- Nick Basta (Dario Silva)
- Mark Kubr (Red)
- Craig Cauley Jr. (Jimmy jeune)
- Preston Richardson (Dwayne Pride jeune)

### Épisode 6:Un lourd tribut
- États-Unis /  Canada : 30 octobre 2018 sur CBS / Global
- Québec : 30 septembre 2019 sur Séries+
- Belgique : 3 juin 2020 sur RTL TVI
- France : 31 octobre 2022 sur Paris Première

- États-Unis : 7,560 millions de téléspectateurs[1] (première diffusion)

- Christina Elizabeth Smith (Ginny Young)
- Joaquin Montes (Ignacio Marquez)
- Joe Carroll (Docteur Brent Stokely)
- Samantha Smith (Infirmière)
- Rebecca Haden (Docteur Susan Francis)
- Danny Burstein (Docteur Vincent Welles)
- Nicholas Bordelon (Daniel York)
- Geoffrey Owens (Commandant Calvin Atkins)
- Taneka Johnson (La réceptionniste)
- Karen Obilom (Zaire Dupre)

### Épisode 7:Chiens de bergers
- États-Unis /  Canada : 13 novembre 2018 sur CBS / Global
- Québec : 7 octobre 2019 sur Séries+
- Belgique : 10 juin 2020 sur RTL TVI
- France : 1er novembre 2022 sur Paris Première

- États-Unis : 7,579 millions de téléspectateurs[1] (première diffusion)

- Medalion Rahimi (Yasmin Hendricks)
- Ryan Anthony Williams (Matelot Kyle Jones)
- Teddy Newberry Cole (Freddy)
- Rebecca Wisocky (Bernadine Caldwell)

### Épisode 8:La famille
- États-Unis /  Canada : 20 novembre 2018 sur CBS / Global
- Québec : 14 octobre 2019 sur Séries+
- Belgique : 10 juin 2020 sur RTL TVI
- France : 2 novembre 2022 sur Paris Première

- États-Unis : 7,467 millions de téléspectateurs[1] (première diffusion)

- Jason Alan Carvell (Jimmy Boyd)
- Reggie Lee (Steven Thompson)
- Marcos Palma (Leo Reyes)
- Octavio Rodriguez (Mateo Diaz)
- Robert Neary (Officier Carter)
- Rhonda Dents (Alma)
- Sherri Eakin (Sergent Kate Dunn)
- Tori Kostic (Mari Foster)
- Lana Young (Darcy Paterson)
- James Evermore (Milton Gordon)

### Épisode 9:Évaluation des risques
- États-Unis /  Canada : 4 décembre 2018 sur CBS / Global
- Québec : 21 octobre 2019 sur Séries+
- Belgique : 20 mars 2021 sur Club RTL
- France : 3 novembre 2022 sur Paris Première

- États-Unis : 8,325 millions de téléspectateurs[1] (première diffusion)

- Jason Alan Carvell (Jimmy Boyd)
- Samantha Soule (Amanda Landry)
- Sean Grandillo (Charlie Landry)
- Rowan Smyth (Sam Bell)
- Madison Thompson (Leah Bell)
- Jill Paice (Molly Bell)
- Andrew Rush (Jacob Bell / Jacob Landry)

### Épisode 10:Compte à rebours
- États-Unis /  Canada : 11 décembre 2018 sur CBS / Global
- Québec : 28 octobre 2019 sur Séries+
- Belgique : 20 mars 2021 sur Club RTL
- France : 4 novembre 2022 sur Paris Première

- États-Unis : 7,760 millions de téléspectateurs[1] (première diffusion)

- Stacy Keach (Cassius Pride)
- Ellen Hollman (Amelia Parsons)
- Amy Rutberg (Angel)
- Matthew Rauch (Philip Sinclair)
- Christopher Cassarino (Jones)
- David St. Louis (Reynolds)

### Épisode 11:L'ennemi invisible
- États-Unis /  Canada : 15 janvier 2019 sur CBS / Global
- Québec : 4 novembre 2019 sur Séries+
- Belgique : 3 avril 2021 sur Club RTL
- France : 7 novembre 2022 sur Paris Première

- États-Unis : 7,286 millions de téléspectateurs[1] (première diffusion)

- Shanley Caswell (Laurel Pride)
- Chelsea Field (Rita Devereaux)
- Stacy Keach (Cassius Pride)
- Jason Alan Carvell (Jimmy Boyd)
- Ellen Hollman (Amelia Parsons)
- Amy Rutberg (Angel)
- Matthew Rauch (Philip Sinclair)
- Tim Griffin (Avery Walker)
- Hal Ozsan (Ryan Porter)
- Nicole Bilderback (en) (Nancy Cooper)
- Venus Ariel (Naomi Porter)
- Andres Munar (Matias)
- Alexandra Lucchesi (Lieutenant Janice Brown)

### Épisode 12:Desperate Navy Wives
- États-Unis /  Canada : 22 janvier 2019 sur CBS / Global
- Québec : 11 novembre 2019 sur Séries+
- Belgique : 3 avril 2021 sur Club RTL
- France : 8 novembre 2022 sur Paris Première

- États-Unis : 6,695 millions de téléspectateurs[1] (première diffusion)

- Lea Coco (John Manning)
- Mandi Masden (Katie Fisher)
- Samantha Massell (Ashley Curtis)
- Annika Boras (Michelle Gardner)
- Adrienne Loosemore (Cammie)
- Lauren Helling (Christina)

### Épisode 13:Virus X
- États-Unis /  Canada : 29 janvier 2019 sur CBS / Global
- Québec : 18 novembre 2019 sur Séries+
- Belgique : 10 avril 2021 sur Club RTL
- France : 9 novembre 2022 sur Paris Première

- États-Unis : 7,159 millions de téléspectateurs[1] (première diffusion)

- Raphael Sbarge (Jeff Grassley)
- Veanne Cox (Agent Samantha Parker)
- Julee Cerda (Lieutenant Ella Ford)
- LeVar Burton (Commandant Rufus Nero)
- Brad Royster (Peter Lankmire)

### Épisode 14:Théories du complot
- États-Unis /  Canada : 19 février 2019 sur CBS / Global
- Québec : 25 novembre 2019 sur Séries+
- Belgique : 10 avril 2021 sur Club RTL
- France : 10 novembre 2022 sur Paris Première

- États-Unis : 7,029 millions de téléspectateurs[1] (première diffusion)

- Jason Alan Carvell (Jimmy Boyd)
- Mark Gessner (Oliver Crane)
- Rob Benedict (Liam Somers)
- Frank Pando (James Ferrington)
- Brett Zimmerman (Guy DeWalt)
- Lewaa Nasserdeen (Steve Betros)
- Venus Ariel (Naomi Porter)
- Stephen C. Lewis (Wallace Fanning)
- Damita Howard (Lydia Davenport)

### Épisode 15:Panier de crabes
- États-Unis /  Canada : 26 février 2019 sur CBS / Global
- Québec : 2 décembre 2019 sur Séries+
- Belgique : 17 avril 2021 sur Club RTL
- France : 14 novembre 2022 sur Paris Première

- États-Unis : 7,185 millions de téléspectateurs[1] (première diffusion)

- Veanne Cox (Agent Samantha Parker)
- Liza Lapira (Araminta Jax)
- Hoon Lee (Norman Wong)
- Karim Sioud (Ridwan Rahman)
- Michael Alexander (Kyle)
- Katelyn Farrugia (Gwen)
- Dother Sykes (Milo Blevins)

### Épisode 16:Survivre
- États-Unis /  Canada : 12 mars 2019 sur CBS / Global
- Québec : 9 décembre 2019 sur Séries+
- Belgique : 17 avril 2021 sur Club RTL
- France : 15 novembre 2022 sur Paris Première

- États-Unis : 6,977 millions de téléspectateurs[1] (première diffusion)

- Venus Ariel (Naomi Porter)
- Rob Benedict (Liam Somers)
- Hal Ozsan (Ryan Porter)
- Jonathan Raviv (Yosef)
- Armin Amiri (Avner Ben Arazi)
- Joseph Gatt (Victor Zelko)
- Mary Thornton (Shelby Kinsey)

### Épisode 17:Le compte est bon
- États-Unis /  Canada : 26 mars 2019 sur CBS / Global
- Québec : 16 décembre 2019 sur Séries+
- Belgique : 24 avril 2021 sur Club RTL
- France : 16 novembre 2022 sur Paris Première

- États-Unis : 7,184 millions de téléspectateurs[1] (première diffusion)

- Derek Webster (Agent du FBI Raymond Isler)
- Jason Alan Carvell (Jimmy Boyd)
- Coby Ryan McLaughlin (Ken Crawford)
- Craig Grant (Larry)
- Tobias Jelinek (Will Kirby)
- Jeff Fahey (Charlie Conroy)
- Tonya Pinkins (Julie)
- Kraig Dane (Pierce Evans)
- Kelly Murtagh (Anne Crawford)
- Samuel Ray Gates (Agent spécial en intérim Nathan Kendall)

### Épisode 18:En pleine lumière
- États-Unis /  Canada : 2 avril 2019 sur CBS / Global
- Québec : 23 décembre 2019 sur Séries+
- Belgique : 24 avril 2021 sur Club RTL
- France : 17 novembre 2022 sur Paris Première

- États-Unis : 7,188 millions de téléspectateurs[1] (première diffusion)

- Kurt Yaeger (Kevin Simms)
- Sommer Carbuccia (Zander Reed)
- Jasmine Richard-Brooks (Julia Flores)
- Teal Sherer (Cassidy)

### Épisode 19:Une famille divisée
- États-Unis /  Canada : 9 avril 2019 sur CBS / Global
- Québec : 30 décembre 2019 sur Séries+
- Belgique : 1er mai 2021 sur Club RTL
- France : 18 novembre 2022 sur Paris Première

- États-Unis : 6,691 millions de téléspectateurs[1] (première diffusion)

- Nikki M. James (Lisa Butler)
- Samuel Hunt (Bryce Prescott)
- Jonathan Medina (Michael Martin)
- Thomas Francis Murphy (Docteur Huffman)
- Drew Moerlein (Caleb Prescott)
- Kate Burton (Angela Prescott)
- Robert Larriviere (Emcee)
- Raeden Greer (Diane)
- Morgan Roberts (Mark)

### Épisode 20:Jackpot
- États-Unis /  Canada : 16 avril 2019 sur CBS / Global
- Québec : 6 janvier 2020 sur Séries+
- Belgique : 1er mai 2021 sur Club RTL
- France : 21 novembre 2022 sur Paris Première

- États-Unis : 6,535 millions de téléspectateurs[1] (première diffusion)

- Tom Arnold (Elvis Bertrand)
- Jordan Mahome (Ace Rogers)
- Laura Sohn (Bobbi Quells)
- Lindsay Elston (Wendy Cotts)
- Tim Dougherty (Mike)
- Roger Magee (Buck)
- Aaron James (Quartier Maître Tyrone Gibson)
- Anthony Michael Frederick (Dirk Jackson)
- French Montana (Lui-même)

### Épisode 21:Aie confiance
- États-Unis /  Canada : 23 avril 2019 sur CBS / Global
- Québec : 13 janvier 2020 sur Séries+
- Belgique : 8 mai 2021 sur Club RTL
- France : 22 novembre 2022 sur Paris Première

- États-Unis : 6,462 millions de téléspectateurs[1] (première diffusion)

- Hal Ozsan (Ryan Porter)
- Allie Gonino (Natalie Layton)
- Angela Pierce (Candace Samuels)
- Jeremy Davidson (Dylan Samuels)
- Monica Louwerens (Docteur Sandra Walker)

### Épisode 22:La Théorie du Chaos
- États-Unis /  Canada : 30 avril 2019 sur CBS / Global
- Québec : 20 janvier 2020 sur Séries+
- Belgique : 8 mai 2021 sur Club RTL
- France : 23 novembre 2022 sur Paris Première

- États-Unis : 7,160 millions de téléspectateurs[1] (première diffusion)

- Charlotte Schweiger (Neila Diseris)
- Matt Dellapina (Alan Van Scyoc)
- Jonathan Braylock (Brock O'Driscoll)
- Danielle Tarmey (Docteur Alice Logan)
- Cecilia Beal (Officier du NOPD Lana Breaux)
- Grey Acuna (Ben Frisell)

### Épisode 23:La Rivière Styx - partie 1
- États-Unis /  Canada : 7 mai 2019 sur CBS / Global
- Québec : 27 janvier 2020 sur Séries+
- Belgique : 15 mai 2021 sur Club RTL
- France : 24 novembre 2022 sur Paris Première

- États-Unis : 6,677 millions de téléspectateurs[1] (première diffusion)

- Derek Webster (Agent spécial du FBI Raymond Isler)
- Tim Griffin (Avery Walker)
- Nikolai Nikolaeff (Luca Osman)

### Épisode 24:La Rivière Styx - partie 2
- États-Unis /  Canada : 14 mai 2019 sur CBS / Global
- Québec : 3 février 2020 sur Séries+
- Belgique : 15 mai 2021 sur Club RTL
- France : 24 novembre 2022 sur Paris Première

- Derek Webster (Agent spécial du FBI Raymond Isler)
- Shanley Caswell (Laurel Pride)
- Chelsea Field (Rita Devereaux)
- Jason Alan Carvell (Jimmy Boyd)
- Veanne Cox (Samantha Parker)
- Amy Rutberg (Angel)
- Tim Griffin (Avery Walker)
- Joanna Cassidy (Mama)
- Nadine Lewington (Jones)